# Hochschule Osnabrück
Die Hochschule Osnabrück (ehemals: Fachhochschule Osnabrück) ist eine niedersächsische Fachhochschule mit Verwaltungssitz in Osnabrück. Sie besteht in ihrer heutigen Form seit 2003. Der Studienbetrieb wurde 1971 aufgenommen. Einzelne Fakultäten gehen größtenteils zurück auf Ingenieurschulen und andere höhere Fachschulen, die zum Teil schon in den 1950er Jahren Bestand hatten.
Seit dem 1. Januar 2003 ist die Hochschule Osnabrück in eine rechtsfähige Stiftung des öffentlichen Rechts übergegangen. Heute gehört zur Hochschule Osnabrück auch ein Institut für Musik. Sie bietet über 100 Bachelor- und Masterstudiengänge sowie Weiterbildungsprogramme an. Neben den beiden Standorten Osnabrück-Westerberg und Osnabrück-Haste verfügt die Hochschule Osnabrück noch über einen weiteren Standort in Lingen (Ems). Im Osnabrücker Stadtteil Westerberg, befinden sich die Hörsäle, Seminarräume und Laboratorien der Fakultäten Ingenieurwissenschaften und Informatik (IuI), Wirtschafts- und Sozialwissenschaften (WiSo) sowie des Institutes für Musik (IfM). Die Fakultät Agrarwissenschaften und Landschaftsarchitektur (AuL) mit ihren Lehrgebäuden, Laboratorien, Gewächshäusern und Versuchsbetrieben befindet sich im Osnabrücker Stadtteil Haste inmitten eines ca. 5 Hektar großen Parks an den Ausläufern des Wiehengebirges. Am Campus Lingen ist die Fakultät Management, Kultur und Technik (MKT) untergebracht.

## Geschichte der Hochschule

### Vorgängerinstitutionen
Die Ursprünge der heutigen Hochschule Osnabrück liegen in Vorgängerinstitutionen der tertiären Bildung. So ging die heutige Fakultät für Ingenieurwissenschaften und Informatik aus der 1962 am Standort Osnabrück-Westerberg gegründeten „Staatlichen Ingenieurschule Osnabrück“ hervor, die 1968 in „Staatliche Ingenieurakademie für Maschinenbau, Elektrotechnik und Hüttentechnik“ umbenannt wurde.
Ursprung der Fakultät für Agrarwissenschaften und Landschaftsarchitektur sind die 1936 gegründete „Höhere Landbauschule“ in Quakenbrück und die 1949 gegründete „Höhere Gartenbauschule“ in Osnabrück-Haste. Die Quakenbrücker Einrichtung zog 1952 ebenfalls nach Osnabrück-Haste um und benannte sich 1964 in „Ingenieurschule für Landbau“ um. Die Gartenbauschule Osnabrück war schon 1960 in „Ingenieurschule und Versuchsanstalt für Gartenbau“ umbenannt worden. 1970 erfolgte die Vereinigung der beiden Einrichtungen zur „Staatlichen Ingenieurakademie für Gartengestaltung, Garten- und Landbau“, die ihre Eigenständigkeit jedoch nur ein Jahr behielt.
Das heutige Institut für Musik ging aus der Studienabteilung des 1919 gegründeten „Städtischen Konservatoriums Osnabrück“ hervor, die seit den 1960er Jahren in Kooperation mit der Hochschule für Musik und Theater Hannover aufgebaut worden war.

### Fachhochschule Osnabrück

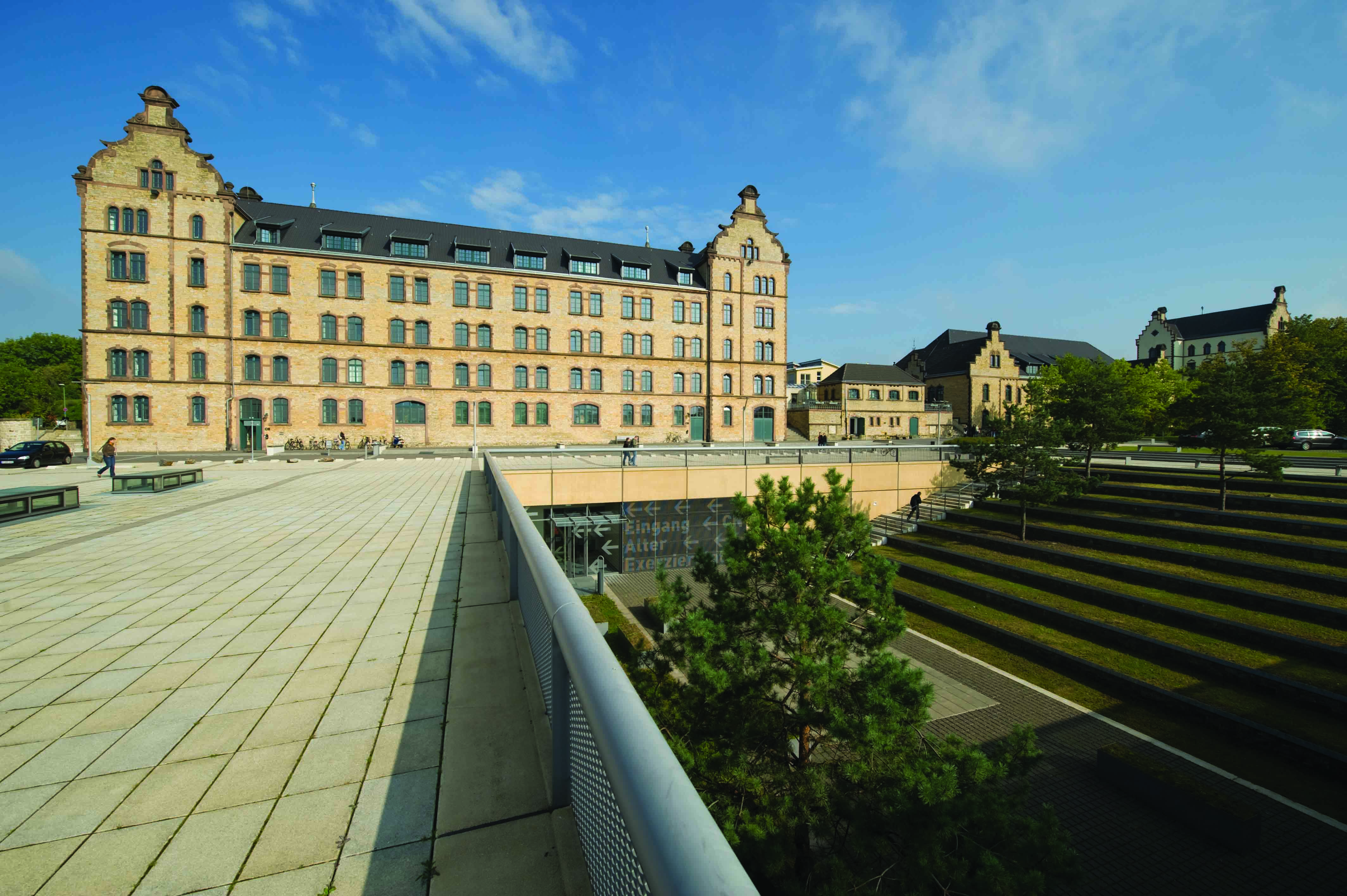
CB-Gebäude, Caprivistraße

1971 erfolgte die Gründung der „Fachhochschule Osnabrück“, indem die beiden Vorgängereinrichtungen „Staatliche Ingenieurakademie für Maschinenbau, Elektrotechnik und Hüttentechnik“ und „Staatliche Ingenieurakademie für Gartengestaltung, Garten- und Landbau“ zusammengeführt und der Fachbereich Wirtschaft neu aufgestellt wurden.
Im Jahre 1987 wurde an der FH Osnabrück erstmals in der Bundesrepublik Deutschland eine Professur für Pflegewissenschaft eingerichtet, die mit Ruth Schröck besetzt wurde. 1992 gründete Doris Schiemann das Deutsche Netzwerk für Qualitätsentwicklung in der Pflege (DNQP) an der Fachhochschule Osnabrück, seit 1999 arbeitet das DNQP in Kooperation mit dem Deutschen Pflegerat (DPR) an der Entwicklung evidenzbasierter Expertenstandards auf nationaler Ebene, die für alle Aufgabenfelder der professionellen Pflege richtungweisend sind.
1995 wurde der Hochschulstandort Lingen (Ems) mit 35 Studierenden der Studiengänge Betriebswirtschaft und Kommunikation eingerichtet.
Von 1995 bis 2000 war die Fachhochschule Osnabrück eine der Modellhochschulen im „Modellvorhaben für eine Erprobung der globalen Steuerung von Hochschulhaushalten in Niedersachsen“, dessen Ergebnisse inzwischen in die Hochschulgesetzgebung des Landes Niedersachsen eingeflossen sind.
Im Jahr 2000 wurde die Studienabteilung des städtischen Konservatoriums als „Institut für Musikpädagogik“ in die FH Osnabrück integriert, was bereits 1996 beschlossen worden war.
Die 2003 erfolgte Überführung der Trägerschaft vom Land Niedersachsen in die „Stiftung Fachhochschule Osnabrück“ brachte zahlreiche organisatorische Änderungen mit sich, u. a. der Einrichtung eines Stiftungsrates (Vorsitzende: Helga Schuchardt). Im Jahr 2006 gehörte die neue Stiftung Fachhochschule Osnabrück zu den größten Stiftungen öffentlichen Rechts nach Ausgabenvolumen in Deutschland.
2004 wurde der Neubau auf dem Caprivi-Campus auf dem Westerberg eingeweiht; die Fakultät Wirtschafts- und Sozialwissenschaften nutzt das ehemalige Kasernengelände bereits seit 1998. Das Orientierungssystem am Caprivi-Campus stammt von Andreas Uebele.

### Hochschule Osnabrück
Im September 2010 wurde mit Inkrafttreten des neuen niedersächsischen Hochschulgesetzes die „Fachhochschule Osnabrück“ in „Hochschule Osnabrück“ umbenannt. Zudem konnte zum Start des Wintersemesters 2010/2011 erstmals die Grenze von 10.000 Studierenden an der HS Osnabrück übersprungen werden.
Die heutige Fakultät Ingenieurwissenschaften und Informatik (IuI) ist aus den ehemaligen Fachbereichen Maschinenbau, Elektrotechnik und Informatik sowie Werkstoffe und Verfahren, die Fakultät Wirtschafts- und Sozialwissenschaften (WiSo) aus den ehemaligen Fachbereichen Wirtschaft, dem Institut für Öffentliches Management, Institut für Öffentliche Verwaltung (Laufbahnbefähigung für den gehobenen Dienst) und dem Institut für Gesundheitsberufe hervorgegangen. Die heutige Fakultät Agrarwissenschaften und Landschaftsarchitektur (AL) ging aus den ehemaligen Fachbereichen Agrarwissenschaften und Landschaftsarchitektur hervor. 2011 wurde die Fakultät Management, Kultur und Technik (MKT) als neuer organisatorischer Überbau am Standort Lingen eingerichtet, die aus dem ehemaligen Department für Kommunikation und Gesellschaft, Department für Management und Technik und dem Department für Duale Studiengänge, einer Kooperation mit der Berufsakademie Emsland, hervorgegangen ist. Eröffnet wurde der neue Campus Lingen im Oktober 2012, nachdem die Hallen I/II des ehemaligen Eisenbahnausbesserungswerks Lingen ausgebaut worden waren.
Zum Wintersemester 2011/12 führte die Fakultät WiSo den neuen und in Deutschland bislang einmaligen Bachelor-Studiengang Angewandte Volkswirtschaftslehre (B.A.) ein. Im Februar 2012 wurde das kooperative Forschungskolleg „FamiLe – Familiengesundheit im Lebensverlauf“ zusammen mit der Universität Witten/Herdecke eröffnet.
Am 19. April 2013 erfolgte der erste Spatenstich für einen Erweiterungsbau auf dem Westerberg, der von Universität und Hochschule Osnabrück gemeinsam genutzt werden soll. Das Niedersächsische Ministerium für Wissenschaft und Kultur investierte rund 23 Millionen € in das Hörsaalgebäude, insgesamt waren Investitionen von rund 80 Mio. € für den gesamten neuen Campus geplant.

## Fakultäten

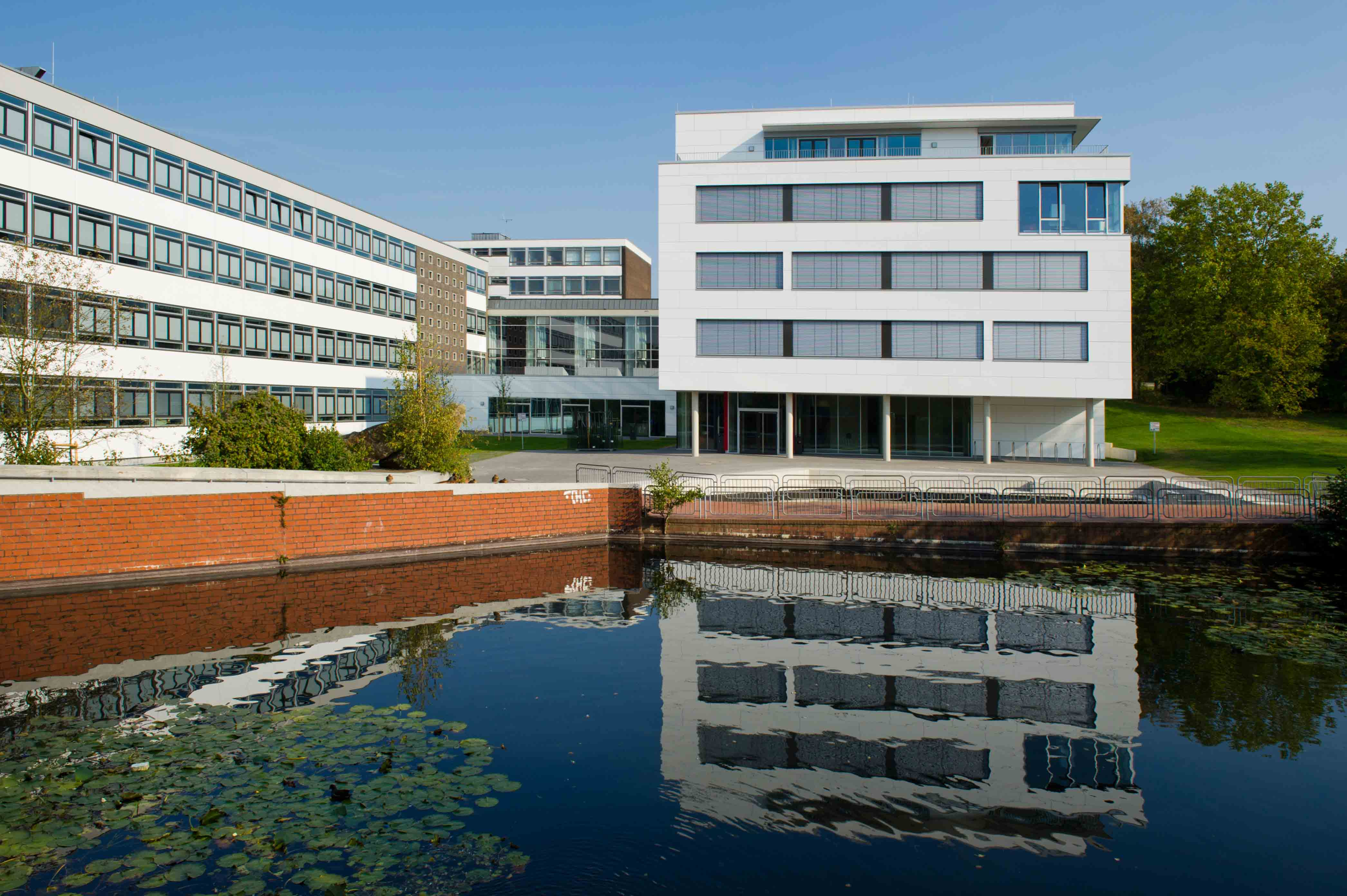
AF-Gebäude, Albrechtstraße

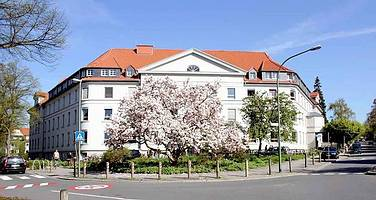
Institut für Musik, Caprivistraße

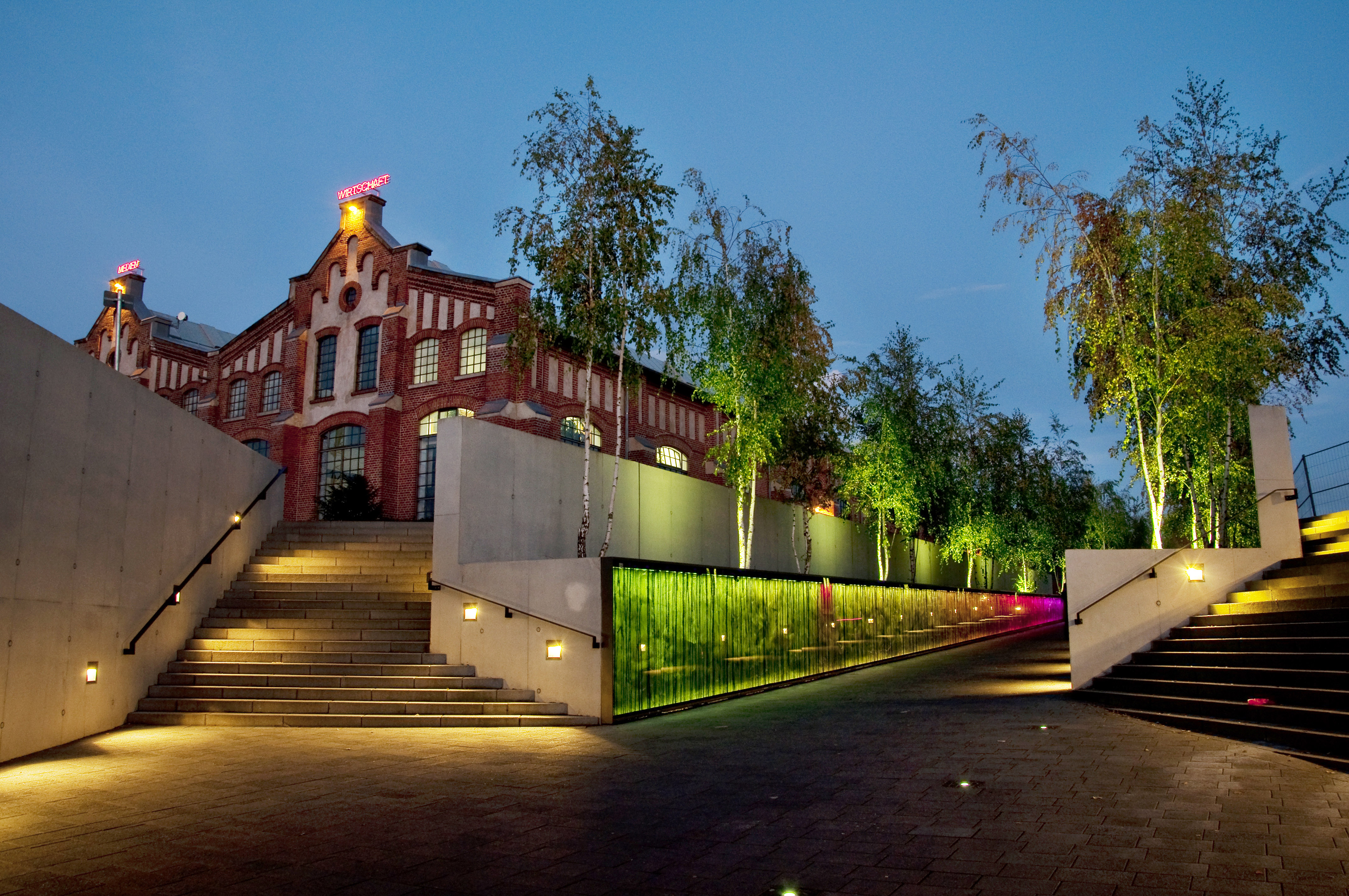
Halle IV, Campus Lingen

- Fakultät Ingenieurwissenschaften und Informatik (IuI)
- Fakultät Wirtschafts- und Sozialwissenschaften (WiSo)
- Fakultät Agrarwissenschaften und Landschaftsarchitektur (AuL)

- Fakultät Management, Kultur und Technik (MKT) in Lingen (Ems)
- Institut für Musik der Hochschule Osnabrück (IfM)

## Forschung
Derzeit sind an der Hochschule Osnabrück vier Forschungsschwerpunkte eingerichtet:
- Agrarsysteme und -technologien
- Energiesysteme, -wirtschaft und -recht
- Innovative Materialien und     Werkstofftechnologien
- Versorgungsforschung, -management und Informatik im Gesundheitswesen

Zudem gibt es an der Hochschule Osnabrück fünf Binnenforschungsschwerpunkten (BFSP):
- Inklusive Bildung – Teilhabe als Handlungs- und Organisationsprinzip
- CityGrid – Intelligente Energieversorgung einer Stadt
- Zukunft Lebensraum Stadt – Urbane AgriKultur als Beitrag zur nachhaltigen Entwicklung der Stadt
- MusikPhysioAnalysis
- PACE – Entwicklung von Kommunikationssystemen für Probleme in der Organisationskommunikation

Die Volkswagen-Stiftung förderte die Hochschule Osnabrück von 2012 bis 2016 mit rund 1 Mio. € für das gemeinsame bodenwissenschaftliche Forschungsprojekt Rüwola mit der HAWK Hochschule Hildesheim/Holzminden/Göttingen. Im Dezember 2011 wurden für acht Forschungsanträge der Hochschule Osnabrück Förderungen des Europäischen Fonds für regionale Entwicklung (EFRE) in Höhe von ebenfalls rund 1 Mio. € bewilligt.
Über Kooperationen wie das Forschungskolleg „FamiLe – Familiengesundheit im Lebensverlauf“ ist die Möglichkeit gegeben, im Anschluss an das Studium an der Hochschule Osnabrück eine Promotion anzustreben.
Der Versuchsbetrieb Waldhof der Fakultät Agrarwissenschaften und Landschaftsarchitektur in Wallenhorst ist Sitz des Competence Center ISOBUS e. V. (CCI), ein eingetragener Verein zur Förderung der technischen Weiterentwicklung, der beschleunigten Praxiseinführung sowie der internationalen Durchsetzung des ISOBUS, eines Datenübertragungssystems für die Landtechnik.

## Internationale Kooperationen
Die meisten Fakultäten der Hochschule Osnabrück bieten europäische/internationale Studiengänge mit einem Jahr Auslandsaufenthalt in einer der vielen Partnerhochschulen an.

Die Fakultät WiSo bietet in Kooperation mit der britischen Hochschule Buckinghamshire New University ein MBA-Programm an. Es findet als dreijähriger berufsbegleitender Studiengang mit Präsenzphasen statt und dient dem Erwerb von Managementwissen und Führungsfähigkeiten. Die Dozentenschaft setzt sich zusammen aus Hochschullehrern der Partnerhochschulen sowie Experten aus Unternehmen. Absolventen erhalten ein Doppeldiplom: Es werden sowohl der akademische Grad Master of Business Administration der Bucks New University als auch der Hochschule Osnabrück verliehen. Die britische Partnerhochschule liegt in High Wycombe (Buckinghamshire/Großbritannien).

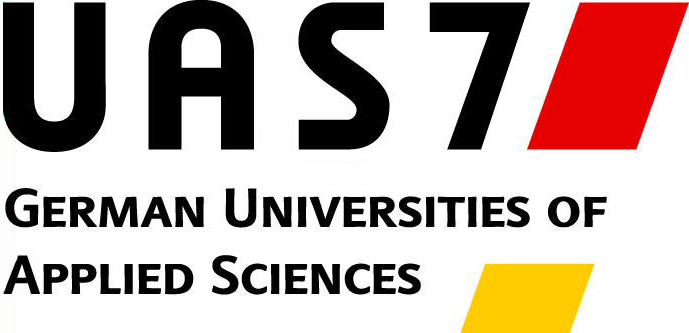
UAS7

Daneben kooperiert die Hochschule Osnabrück auch mit Universitäten in China; so wird zusammen mit der Universität Hefei ein internationaler Studiengang in Logistik-Management („LOGinCHINA“) angeboten, der auf dem Osnabrücker Bachelor-Studiengang Betriebswirtschaftslehre und Management (B.A.) beruht. Gemeinsam mit der Beijing Normal University, der Donau-Universität Krems und der Universität Tampere wurde 2012 ein Erasmus+ Joint Master Degree (Master in Research and Innovation in Higher Education) eingeführt.
Die Hochschule ist eines von sieben Mitgliedern im deutschen Hochschulverbund „Alliance for Excellence“ (UAS7).

## Studienbedingungen

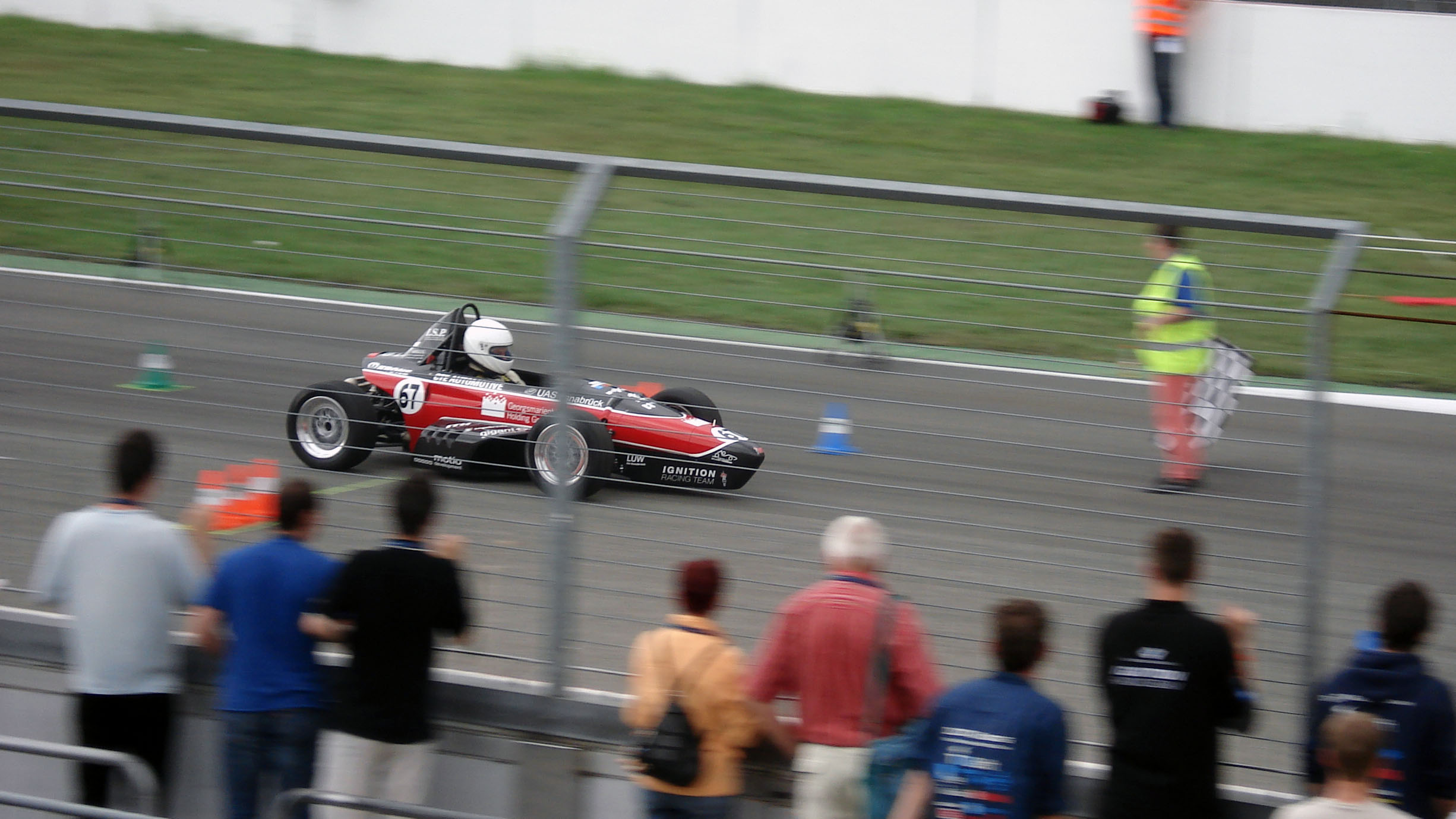
Rennwagen IR08 des Hochschulteams bei der Formula Student Germany (2008)

Im Vergleich zu anderen Hochschulen (Fachhochschulen und Universitäten) ist das Verhältnis der Anzahl von Professoren und Studenten hoch.
Jedes Jahr zwischen April und Mai finden die nicht nur unter Studierenden beliebten Festivals Terrassenfest vor der Mensa am Westerberg und Campus in Concert auf dem Campus Lingen statt. Beide Festivals werden von Studierenden organisiert.
Im CHE-Ranking 2020 erreichten die Studiengänge Volkswirtschaftslehre, Betriebswirtschaftslehre, Soziale Arbeit, Wirtschaftsinformatik, Wirtschaftspsychologie und Wirtschaftsrecht Bestnoten und sicherten sich damit bei fast allen genannten Fächern einen Platz in der Spitzengruppen.
Die Hochschule Osnabrück nimmt unter dem Namen Ignition Racing Team mit einem interdisziplinären Team an der Formula Student Germany teil, an dem rund 40 Studierende der Fakultäten IuI sowie WiSo beteiligt sind. Ein Team aus Studierenden der Fakultät MKT um Gerd Terörde stellte im Jahr 2015 einen Weltrekord für die schnellste Beschleunigung eines Elektro-Karts in 2,635 Sekunden von 0 auf 60 mph (ca. 100 km/h) auf.
Der Campus Westerberg ist mit den Buslinien 16 und M2 zu erreichen, der Caprivi-Campus mit den Linie 10/20, 15 und 16. Das Busfahren ist mit dem Semesterticket kostenfrei. Der Standort in Osnabrück-Haste ist (auch mit Semesterticket) mit den Stadt- und Regionalbuslinien M1, 584, 585, 586 und der X610 zu erreichen.
Im Jahr 2018 hat die Hochschule 201 Deutschlandstipendien von 92 Förderern vergeben.

## Persönlichkeiten und Alumni

### Bekannte (ehemalige) Lehrende
- Karl-Wilhelm Blum (* 1939)
- Kurt Bodewig (* 1955), Honorarprofessor für Verkehrslogistik
- Helge Breloer, Lehrauftrag für Gutachterwesen und Gehölzwertermittlung
- Romy Camerun
- Daniela De Ridder
- Uschi Eid
- Thomas Elbel, Schriftsteller, Professur für öffentliches Recht
- Peter Florian
- Hartmut H. Forche
- Andreas Frey
- Lars Göhmann, Mitgründer des Studiengangs Theaterpädagogik
- Markus Große Ophoff
- Sandra Hempel
- Christel Hoffmann, Honorarprofessorin für Theaterpädagogik
- Mirjam Jaquemoth, Vertretungsprofessorin für Sozioökonomie des Privathaushalts 2000–2003
- Peter Joehnk, Lehraufträge im Masterstudiengang Hochschul- und Wissenschaftsmanagement
- Fritjof Karnani, Verwaltungs-Professur für Betriebswirtschaftslehre, insbesondere Unternehmensführung und Entrepreneurship
- Mustafa Kizilcay
- Niels Klein
- Susanne Knorre, Professur für Unternehmenskommunikation
- Klaus Kocks
- Frederik Köster, Professur für Jazz-Trompete
- Marcus Kretzer
- Ulrich Kuhnke, Professur für Praktische Theologie und Ethik
- Heinz Rudolf Kunze
- Eva Mayerhofer
- Ingo Mose
- Roland Pröll
- Joachim Rieke, Professur für Klavier und Didaktik
- Thomas Rückert
- Friederike zu Sayn-Wittgenstein, Professur für Pflege- und Hebammenwissenschaft
- Matthias Schlubeck
- Wilfried Schnepp
- Ruth Schröck, Professur für Pflegewissenschaften
- Martin Schwanholz, Lehrauftrag für Öffentliches Management
- Peter Seppelfricke, Professur für Finanzwirtschaft
- Wolf Simon
- Carsten Steinert, Professur für Personalmanagement
- Alex Vesper
- Florian Weber
- Frank Wingold
- Klaus Wucherer
- Hans-Dieter Warda, emeritierter Professor für Dendrologie, Leiter des Arboretums Ellerhop-Thiensen
- Herbert Zucchi, emeritierter Professor für Zoologie/Tierökologie

### Bekannte Absolventen
Für die Absolventen des Instituts für Musik, siehe Institut für Musik der Hochschule Osnabrück#Bekannte Absolventen.
- Bernhard Bönisch, Mitglied des Landtages von Sachsen-Anhalt
- Susanne Bowen, Staatssekretärin im Ministerium für Bildung, Wissenschaft und Kultur des Landes Mecklenburg-Vorpommern
- Carsten Feller, Hochschulmanager und Ministerialbeamter
- Georg Fruck, ehemaliges Mitglied des Landtages von Niedersachsen
- Peter Gausmann, Experte für Patientensicherheit und klinisches Risikomanagement
- Heinrich Gräpel, Agrarwissenschaftler
- Kai Handel, Wissenschaftsmanager
- Reinhold Hilbers, Mitglied des Landtages von Niedersachsen
- Jan Hoffrichter, Fahrzeugtechnikingenieur und Faustballer
- Claus Johannßen, ehemaliges Mitglied des Landtages von Niedersachsen
- Janne Jürgensen, Filmemacher
- Benjamin Krämer, alias Joshua Tree, Schriftsteller
- Michael Lohscheller, Geschäftsführer der Opel Automobile GmbH
- Anette Meyer zu Strohen, Mitglied des Landtages von Niedersachsen
- Friedrich-Otto Ripke, Staatssekretär im Niedersächsischen Landwirtschaftsministerium
- Anne Ross, Sängerin
- Albert Schmidt, Landschaftsarchitekt, Landesbeamter und Hochschullehrer
- Rainer Spiering, ehemaliges Mitglied des Bundestags
- Frank Sundermann, Mitglied des Landtages von Nordrhein-Westfalen
- Doris Tacke, Pflegewissenschaftlerin und Professorin für Pflegewissenschaft an der Fachhochschule der Diakonie in Bielefeld
- Christa Weinrich, Benediktinerin, Gartenbau-Ingenieurin und Autorin.
- Aloys Wobben, Elektroingenieur, ehemaliger Eigentümer und Geschäftsführer von Enercon

## Die Hochschule Osnabrück in Film und Fernsehen
Im Lindholm-Tatort Das namenlose Mädchen (2007), der in Osnabrück spielt, besuchte das Mordopfer einen Kursus an der Hochschule. Die Dreharbeiten fanden im August und September 2006 u. a. am Standort Haste, der Universität Osnabrück und in einem Studentenwohnheim statt. Für den ebenfalls in Osnabrück spielenden ARD-Fernsehfilm Vertraute Angst (2008) wurde der Caprivi-Campus der Fakultät WiSo als Kulisse für eine psychiatrische Klinik genutzt.
2007 erfolgten am Caprivi-Campus Dreharbeiten für das Doku-Drama Remarque – Sein Weg zum Ruhm (2008) über Erich Maria Remarque, der seine militärische Ausbildung u. a. in der Osnabrücker Caprivi-Kaserne absolvierte.